# Lomtjärnen (Silbodals socken, Värmland)
Lomtjärnen är en sjö i Årjängs kommun i Värmland och ingår i Göta älvs huvudavrinningsområde.